# Geheugen, spreek
Geheugen, spreek (Engels: Speak, Memory; Russisch: Другие берега) is een autobiografie van de Russisch-Amerikaanse Vladimir Nabokov, in 1951 voor het eerst als boek verschenen in het Engels; diverse van de vijftien hoofdstukken uit het boek verschenen eerder reeds afzonderlijk, veelal in het Russisch, in diverse tijdschriften. De Russische editie verscheen in 1954 getiteld Drugie berega (Russisch: Другие берега, Andere kusten). In 1966 verscheen een door Nabokov bijgewerkte versie van Geheugen, spreek.

## Inhoud en typering

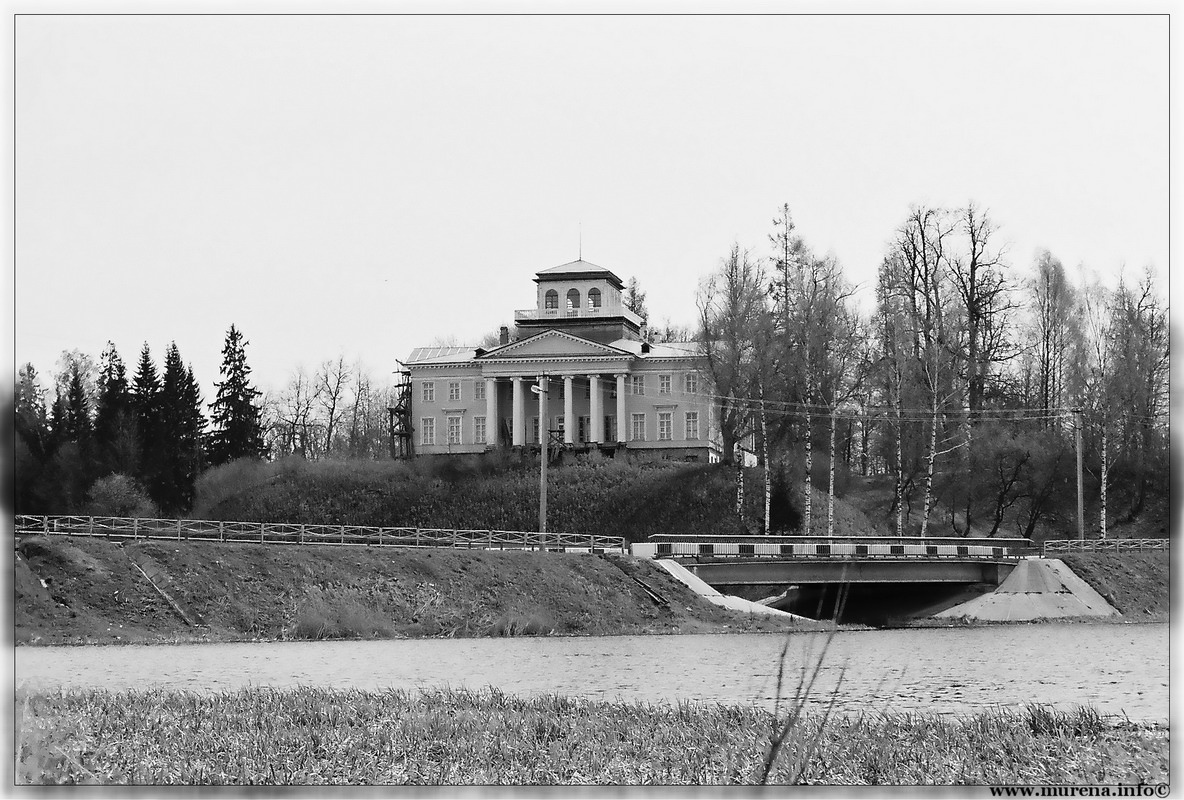
Het door Rastrelli ontworpen landgoed van de Nabokovs, 'Rozjestveno' herleeft in delen van 'Geheugen, spreek'

Geheugen spreek beslaat de eerste 41 jaar (1899-1940) van Nabokovs leven, in feite de jaren voordat hij naar de Verenigde Staten emigreerde. Het zijn niet zozeer doorlopend en chronologisch vertelde memoires als wel een verzameling willekeurige schetsen en portretten, geplaatst in chronologische orde. Zo zijn er portretten uit zijn aristocratische Russische jeugd, van voor de Russische Revolutie, van zijn moeder, van gouvernantes en huisleraren, uit het studentenleven in Oxford, over zijn  Synesthesie, van het emigrantenleven in Berlijn, en vele liefdesverklaringen, bijvoorbeeld aan de vlinder (Nabokov was ook een fanatiek lepidopterist). Het boek is te zien als een soort van krachtinspanning van de auteur, die - weggerukt van zijn verleden - in ballingschap zijn verloren jeugd tracht terug te vinden, overvloedig gebruik makend van Nabokoviaanse details, sfeertekeningen en tal van anekdotes.
Geheugen, spreek is een van de toegankelijkere werken van Nabokov. Het wordt door velen gerekend tot de mooiste autobiografieën in de wereldliteratuur.

## Citaat
Geheugen, spreek opent met een der bekendste zinnen uit het oeuvre van Nabokov, als volgt:
De wieg schommelt boven een afgrond en het gezond verstand zegt ons dat ons bestaan niet meer is dan een vluchtig kiertje licht tussen twee eeuwigheden van duisternis.
(Vertaling Rien Verhoef)